# Monsieur René Magritte
Monsieur René Magritte è un documentario del 1978 diretto da Adrian Maben e basato sulla vita del pittore belga René Magritte.